# 会津定重
会津 定重 （あいづ さだしげ、? - 1638年3月11日（寛永15年2月6日））は、江戸時代前期の人物。会津刑部（あいづ ぎょうぶ）の名で多くの史料に見られる。
前歴不明。島原の乱において一揆勢に組した。原城籠城の際は使武者の肩書きをもって本丸を守備した。
有馬直純の矢文がきっかけで、上役の山田右衛門作や坂部源八らと一揆勢からの離反の画策をする。しかし、事が発覚すると即座に捕らえられ、晩になって源八とともに首を刎ねられた（『寛明日記』）。